# Richard Dowden
Richard Dowden, född 20 mars 1949 i Surrey, England, är en brittisk journalist och författare med Afrika som specialområde. Sedan 1975 har han arbetat för olika brittiska medieföretag. Han är även författare till boken Africa: Altered States, Ordinary Miracles (Portobello Books, 2008).